# デヴィッド・カトラー
デヴィッド・ニール・カトラー・シニア（David Neil Cutler Sr.、1942年3月13日 - ）はアメリカのソフトウェアエンジニアである。DECのRSX-11、VMS、VAXELNシステム及びMicrosoft Windows NTの開発設計者を務めた。元はDECのエンジニアであり、のちにマイクロソフトに移った。その仕事ぶりは“Showstopper: The Breakneck Race to Create Windows NT and the Next Generation at Microsoft”（邦訳：「闘うプログラマー」）に記述されている。

## 人物
カトラーは書籍『Inside Windows NT』(ISBN 4756102778) の序文で彼のキャリアを的確に要約している。
カトラーは技術的なスキルだけでなくブラックユーモアでも有名である。RSXのフォークリストを指して「フォークキュー」と呼んだ。（訳注・プロセスキューではなく、割り込みハンドラのイベントキューのこと。fork=フォーク、queue=列で、食堂の順番待ちを連想させる。）エラーメッセージも裏の意味を持つことが多い。
カトラーは20以上の特許を保有しており、ワシントン大学のコンピューターサイエンス学科の客員教員も務めている。
カトラーはまた熱心なモータースポーツドライバーでもある。彼は1996年から2002年までトヨタアトランティックチャンピオンシップに出場し、2000年にはミルウォーキーマイルで 8位という自己最高記録を残している。

## 初期の経歴
ミシガン州ランシング市で生まれ、ミシガン州デウィット市で育った。大学では、主専攻が数学、副専攻が物理であった。1965年にオリベット大学を卒業したカトラーはデュポンに就職した。

最初は、材質テストエンジニアの仕事に就き、1年間は完全に退屈であった。その次の、彼の任務の一つはデジタルマシン上でのコンピューターシミュレーションの開発と実行であった。彼はオペレーティングシステムへの興味を深め、デュポンはその研究を認めていた。
OSを実装するには、コンピュータを仕事としている会社に参加しなくてはならないということで、1971年にデュポン社を去った。
カトラーのソフトウェアのキャリアは、マサチューセッツ州コンコルド（または恐らくアクトン）のモニュメントスクウェアに彼が設立した、DECのLINCとPDP-8のソフトを開発する、Agrippa-Ordという小さな会社で始まった。

## RSX-11M
1971年にDECに入社したカトラーの最初のOSの開発の仕事は、16ビットのミニコンピュータであるPDP-11用の、RSX-11MというリアルタイムOSの開発であった。32KBというメモリの中で、マルチタスク処理、階層ファイルシステム、アプリケーションスワップ、リアルタイムスケジューリングが実装されていて、さらに、開発用のツールが動いた。開発開始の1年半後の1973年に公開された。このOSは大きな成功を収めた。

## VMS
1975年春にDECは、PDP-11への32ビット仮想メモリ拡張を設計するため、コードネーム・スター (Star) というハードウェアのプロジェクトを開始した。1975年7月、カトラーはディック・ハストヴェット (Dick Hustvedt)、ピーター・リップマン (Peter Lipman) らと共に、コードネーム・スターレット (Starlet) というスターファミリーのプロセッサ向けに全く新しいOSを開発するというソフトウェアプロジェクトのリーダーに任命された。これらの2つのプロジェクトは当初より不可分なものとして計画されていた。スターレットプロジェクトの3人のテクニカルリーダーたちは、後にソフトウェアに5つの革命をもたらしたDECの「ブルーリボン委員会」を構成した。初期の設計案はシンプルなメモリマネージメントとプロセスのスケジューリング手法を特徴としており、このアーキテクチャが採用された。スターとスターレットの2つのプロジェクトは、VAX 11/780とVAX/VMSの開発という形で完了した。
彼はDECで1979年から80年にかけて開発したデスクトップ版RSTSのプロジェクトで、その量産プロトタイプをスクラップにしたことで広く知られている。RSTSは、後から発表されたIBM PCと比較すると、40,000のアプリケーションがあり、ANSI規格の言語があり、DBMSがあった。言うまでもなく堅牢かつ安定性と信頼性のあるマルチユーザー・マルチタスクOSと評判だった。RSTSはまた、RSX、RT11、IBM-1403（訳注・1401の誤記であると思われる）のような異なるOSを忠実にエミュレートする仮想オペレーティングモードを備えていた。しかしこの損害についてカトラーを責めるのはフェアではない。ケン・オルセン (Ken Olsen) はデスクトップパソコンに需要があることを理解できなかったのだ。

## プリズムプロジェクトとマイカプロジェクト
1981年カトラーは新設されたシアトルのラボの責任者となった。DECは1986年にRISCの開発に着手し、カトラーはRISCマシン開発プロジェクトであるプリズム (Prism) の指揮者に選出された。オペレーティングシステム（コードネーム・マイカ (Mica)）は次世代の設計コンセプトの実現であり、UNIXとVMSの互換レイヤを持つ予定であった。RISCマシンはエミッタ結合論理 (ECL) テクノロジを基礎としており、当時DECが着手していた3つのECLプロジェクトのうちの1つであった。プロジェクト間で競争原理を働かせるために複数のECLプロジェクトに資金を投入していた関係で、MIPSのプロセッサとUltrixを採用することが最終的に支持されDECstationとして製品化された。プリズムは1988年に中止となった。3つのECLプロジェクトについてはVAX9000だけが商品化された。

## Windows NT
DECでのプリズムプロジェクトが中止となったことを受け、カトラーが干されていることが業界内にも伝わった。当時マイクロソフトのビル・ゲイツは堅牢性が高く、マルチユーザー・マルチタスクに対応した高機能なOSの必要性を認識していたため、実績のあるカトラーに白羽の矢を立て、多額のストックオプションを提示しDECから引き抜くことに成功した。カトラーと彼のチームはDECを去り、1988年10月にマイクロソフトへ入社し、新OSの開発リーダーとなった。後にMicrosoft Windows 3.xの商業的成功により方針変更され、このOSはWindows NT3.1となった。続いてWindows NT3.5、Cairoの開発を指揮した。
その後、彼はDECの（プリズムの設計をベースにしている）64ビットのAlphaマシンにWindows NTとWindows 2000を移植した。Alpha版Windows 2000がβ2を最後に終了すると、カトラーはAMDのAMD64（x64としても知られる）にWindowsを移植するべく尽力した。彼はWindows XP Professional x64 Edition、Windows Server 2003 x64 Editions、Windows Vista （初期リリースからx64をサポート）に関与した。2006年8月にマイクロソフトのオンラインサービスであるWindows Liveの部門に異動した。この時点でのカトラーの肩書きはシニア・テクニカル・フェローである。

## Azure Services Platform
2008 Professional Developer Conference のキーノートに、カトラーは Windows Azure のリード開発者の一人として担当していることが記されている。

## 引用
"That wasn't a view I shared."
「それは私との共通認識ではない」（Win16とOS/2が最先端のOSであるという1988年のマイクロソフトの経営者の発言に対して）
"Bureaucracy is the process of turning pure energy into solid waste."
「お役所仕事とはピュアなエネルギーを燃えないゴミに変換するプロセスである」（プリズムとマイカの機能についてDEC社内の方針会議でプレゼンテーションする間に着ていた自作のTシャツより）

## 関連書籍
- Gregg Pascal Zachary 著、山岡洋一 訳『闘うプログラマー － ビル・ゲイツの野望を担った男たち』 上、日経BP出版センター、1994年12月。ISBN 4-8227-4016-1。
- Gregg Pascal Zachary 著、山岡洋一 訳『闘うプログラマー － ビル・ゲイツの野望を担った男たち』 下、日経BP出版センター、1994年12月。ISBN 4-8227-4017-X。
- Gregg Pascal Zachary 著、山岡洋一 訳『闘うプログラマー[新装版] ビル・ゲイツの野望を担った男達』日経BP社、2009年7月。ISBN 978-4822247577。